# ABA Executive of the Year Award
L'ABA Executive of the Year Award fu un premio conferito dalla American Basketball Association al miglior General Manager della stagione ABA, assegnato dalla stagione 1972-1973 a quella 1975-1976.

## Vincitori
| Stagione  | Executive       | Nazionalità | Squadra           | Record |
| --------- | --------------- | ----------- | ----------------- | ------ |
| 1972-1973 | Carl Scheer     | Stati Uniti | Carolina Cougars  | 57-27  |
| 1973-1974 | Jack Ankerson   | Stati Uniti | San Antonio Spurs | 45-39  |
| 1974-1975 | Carl Scheer (2) | Stati Uniti | Denver Nuggets    | 65-19  |
| 1975-1976 | Carl Scheer (3) | Stati Uniti | Denver Nuggets    | 60-24  |